# Мотренко, Тимофей Валентинович
Тимофей Валентинович Мотренко (род. 1943) — советский и украинский государственный деятель и учёный, доктор философских наук, профессор; действительный член Национальной академии педагогических наук Украины (НАПНУ, 2016).
Автор порядка 70 научных работ по философии и государственному управлению.

## Биография
Родился 22 ноября 1948 в городе Винница Украинской ССР.
Окончив школу, в 1966—1981 годах работал учеником токаря, затем — токарем на Винницком электротехническом и агрегатном заводах, а затем также токарем на Винницком радиоламповом заводе. В 1981—1985 годах — социолог и старший социолог на Винницком радиоламповом заводе, одновременно учился на
философском факультете Киевского государственного университета (в настоящее время Киевский национальный университет имени Тараса Шевченко). С 1985 года работал заместителем уполномоченного Совета по делам религий при Совете Министров Украинской ССР в Винницкой области, а также на партийных и административных должностях, совмещая эту работу с преподаванием в Винницком государственном педагогическом институте (в настоящее время Винницкий государственный педагогический университет).
В 1987 году Тимофей Мотренко окончил обучение в университете, получив квалификацию философа, преподавателя философских дисциплин. В 1998 году получил второе образование, окончив Винницкий филиал Тернопольской академии народного хозяйства (в настоящее время Западноукраинский национальный университет) по специальности «финансы и кредит», получив специальность экономиста. В 1992 году защитил кандидатскую диссертацию на тему «Проблема сознания в „Философии духа“ Гегеля» и с этого же года работал старшим преподавателем, а затем доцентом кафедры мировой и отечественной культуры Винницкого государственного педагогического института. Уже после распада СССР, в 1994 году был избран депутатом Винницкого областного совета и был председателем его постоянной комиссии. С 1996 года работал заместителем председателя Винницкой областной госадминистрации по социальным вопросам. В 2004 году защитил докторскую диссертацию на тему «Рецепція гегелівських ідей у світоглядно-релігійній парадигмі російської філософії XIX—XX століть».
С 1999 года Т. В. Мотренко — заместитель Министра Кабинета Министров Украины, в 2000 году был назначен заместителем правительственного секретаря Кабинета Министров Украины. В 2001—2003 годах — заместитель государственного секретаря Кабинета Министров Украины, с июля 2003 года — снова заместитель Министра Кабинета Министров Украины. В течение 1999—2001 годов был членом партии «Межрегиональный блок реформ», в 2001—2003 годах — Народно-демократической партии.
До 2011 года Мотренко являлся председателем редакционной коллегии журнала «Вестник государственной службы Украины», председателем Экспертного совета Высшей аттестационной комиссии Украины в области науки «Государственное управление» и членом наблюдательных советов ряда ведущих вузов Украины.
1 октября 2003 года Указом Президента Украины Мотренко был назначен начальником Главного управления государственной службы Украины. Уволен с этой должности 3 августа 2011 года в связи с выходом на пенсию. По состоянию на 2017 год работал в Институте законодательства Верховной Рады Украины.
Награждён орденом «За заслуги» трёх степеней (1998, 2007, 2009); в 2000 году удостоен Почетной грамоты Кабинета Министров Украины с вручением памятного знака; награждён нагрудным знаком «Отличник образования Украины»; удостоен почетного звания «Заслуженный работник образования Украины» (2003).